# Sabino Arana Goiri
Pour les articles homonymes, voir Arana.
Sabino Arana Goiri, né le 26 janvier 1865 à Abando et mort le 25 novembre 1903 à Sukarrieta, est un penseur, dirigeant basque et fondateur du nationalisme basque. C'est aussi un poète et bertsolari de langue basque.

## Contexte historique
Au milieu du XIXe siècle, la société basque se heurte au libéralisme qui prend de l'ampleur dans toute l'Espagne, comme ailleurs Europe et notamment en France. Les Basques prennent ainsi trois fois les armes contre les libéraux espagnols à l'occasion des guerres carlistes, pour défendre leurs fueros — les institutions juridiques régionales basques — et leur catholicisme.
En 1876, une loi espagnole supprime l'essentiel de ces fueros. A quoi s'ajoute l'industrialisation de la Biscaye, après la deuxième guerre carliste en 1876, qui bouleverse une société jusque-là artisanale et pré-industrielle dans les villes et rurale pour le reste. C'est alors qu'émerge la figure de Sabino Arana Goiri qui va développer une vision positive de la société basque traditionnelle, mais aussi en réaction au monde émergent, celui de l'industrialisation de Bilbao qui sapait selon lui les fondements culturels et religieux de la société basque.

## Biographie
Ses parents pro-carlistes ont dû se réfugier en Pays basque nord (français). Le jeune Sabino Arana Goiri grandit ainsi sur la côte basque, scolarisé tour à tour à Saint-Jean-de-Luz, puis Bayonne. Il suit plus tard des études de droit à Barcelone. Parallèlement, son frère Luis lui inculque l'idée d'une nation basque qui ne le quittera plus.
Il entame des études historiques, ré-apprend l'euskara, entreprend des études linguistiques. Il conçoit des néologismes : abertzale (« patriote »), Euskadi (« nation basque »), ikurriña (« le drapeau basque ») et invente de nombreux prénoms, encore utilisés aujourd'hui, comme Iñaki, Gorka ou Ugutz.
Il présente son livre Pour l'indépendance de la Biscaye (en espagnol Bizkaia, por su independencia) lors du discours de Larrazabal, le 3 juin 1893, en référence à la ferme Larrazabal. Ses auditeurs ne furent pas spécialement convaincus par sa thèse nationale et surtout la rupture avec l'Espagne. Il poursuit néanmoins son militantisme politique et constitue à Bilbao une première sociedad politico-culturelle : l'Euskeldun Batzokija, 
Le 14 juillet 1894, Sabino et son frère Luis présentent l'ikurriña, le drapeau basque qu'ils ont conçu, au balcon du siège de l'Euskeldun Batzokija. L'année suivante, en 1895, ce premier groupe militant, avec à sa tête Sabino Arana Goiri, crée la première direction biscayenne du Parti nationaliste basque, le Bizkai Buru Batzar d'EAJ-PNB.

Un nouveau parti politique apparaît ainsi sur la scène politique locale. Malgré son caractère pacifique, celui-ci subit la répression : à la suite d'un télégramme de félicitations adressé au président Théodore Roosevelt pour la victoire des Américains sur les Espagnols lors de la guerre d'indépendance de Cuba, Sabino Arana est emprisonné. Élu Deputado provincial de Bizkaia, Sabino Arana Goiri devient une menace pour l'État espagnol et régulièrement mis en prison. Il contracte une maladie rare en prison et meurt prématurément, en 1903, à 38 ans. 

Version originale du drapeau basque créé en 1894 par les frères Arana.

## Fondateur du Parti nationaliste basque

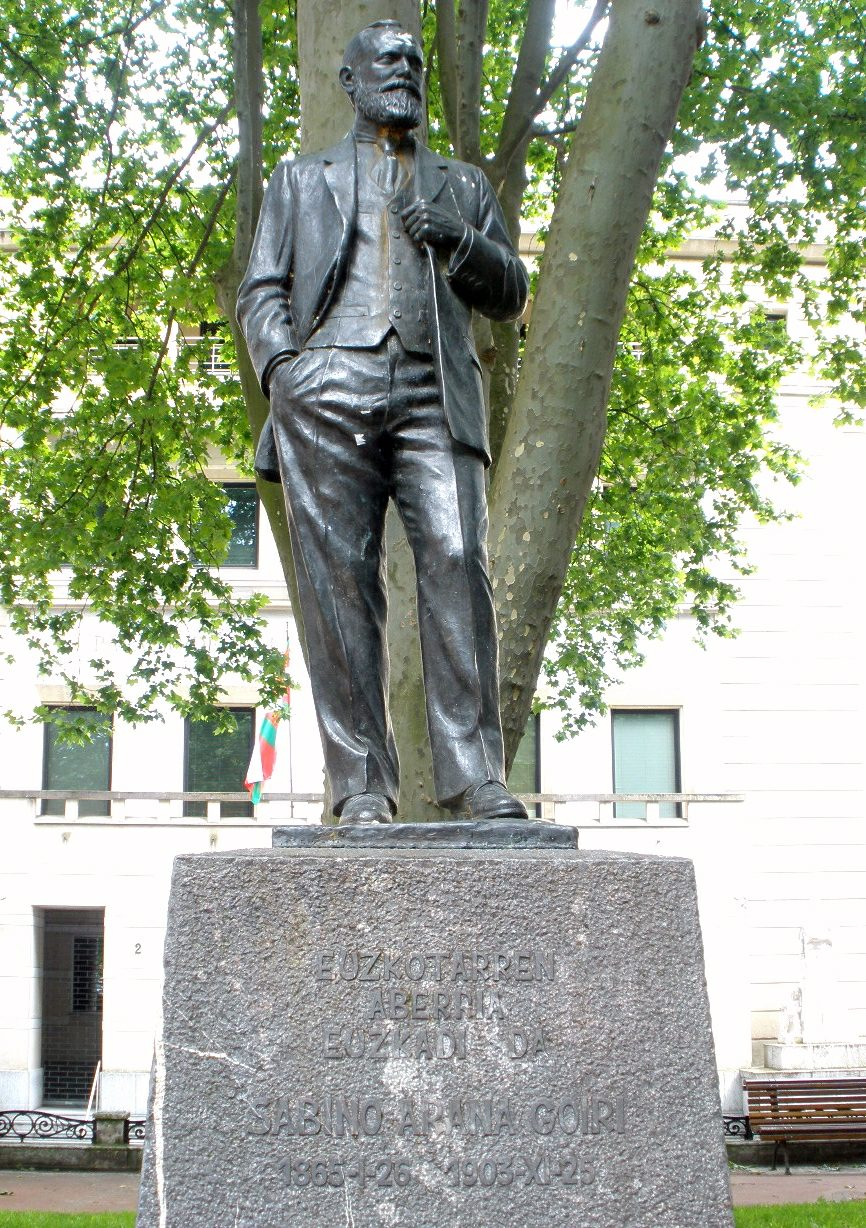
Statue à Bilbao.

Ayant réalisé des études de droit, à Barcelone, il fut marqué par les thèses raciales et le nationalisme romantique allemand, triomphant de son époque. Il adapta le concept de race au cas basque ; « arraza » ou « souche familiale ». Euzkadi est « l'ensemble des familles basques » (la Patria : 1903). Le nationalisme allemand affirmait que l'on naît allemand par l'héritage de sa langue, sa culture, son histoire... On est construit Allemand ou Basque. Dès lors, l'idée principale de Sabino Arana Goiri fut de distinguer les peuples (races) basque et latins et de plaider pour l'indépendance politique du premier. En 1897, il appela de ses vœux l'union des Basques « pour le salut de la patrie commune, c'est-à-dire de la race elle-même ». Il créa le néologisme Euzkadi pour désigner cette nation basque réunissant des peuples vivant dans des territoires ayant jusqu'alors connu des destinées relativement séparées et parallèles, et, pour rompre avec le vocabulaire de l'Ancien Régime, il parla de « guerre de conquête » contre Euzkadi, de « lois basques » (et non plus de fors), et enfin d'« indépendance ». Ainsi, l'Espagne devint, pour la première fois, une puissance étrangère dont il fallait se séparer. Ce qui fut interprété par ses sympathisants comme un progrès fondamental du peuple basque, qui, enfin, osait reconnaître sa différence. Il méprise au départ le nationalisme catalan, trop latin pour lui, mais élu Diputado provincial de Bizkaia et sous l'influence du secteur possibiliste de la sociedad " EuskalHerria ", il évolue vers une version plus subjective, plus française de la nation : je choisis d'être Basque. Au contact de Ramon de la Sota, riche armateur biscayen et des autres membres de la sociedad " Euskalherria ", venus surtout des milieux économiques locaux, il défend l'idée d'une confédération basco-espagnole. Le génie de Sabino Arana Goiri fut d'adapter la nation moderne du XIXe siècle, basée sur la souveraineté du peuple, au cas basque et de mettre en place, une symbologie nationale (drapeau, hymne), ainsi qu'une organisation de libération nationale et sociale du peuple basque : EAJ-PNB. Son rapport à l'Espagne fut très particulier, à la fois anti-espagnol, d'un point de vue national et pro-ouvriers espagnols, d'un point de vue catholique.
Depuis sa création en 1895, le Parti nationaliste basque défend la doctrine abertzale (patriote). Le PNV (Partido Nacionalista Vasco) en castillan se dit EAJ (Euzko Alderdi Jeltzalea) en basque et le PNB (Parti nationaliste basque) en français. À ce titre, la traduction basque du nom du parti est différente de sa traduction en castillan ou en français. « Euzko Alderdi Jeltzalea » signifie « Parti basque des partisans du JEL » (le JEL en question étant en lui-même un acronyme de (Jaungoikoa Eta Lege zaharrak), ce qui en français signifie : « Dieu et les Lois anciennes (ou coutumières, d'un point de vue juridique) », Le drapeau basque ou ikurriña (au départ, prévu pour la Biscaye) est également une transcription graphique de l'acronyme JEL, avec la croix verte de St André évoquant le Lege Zaharra (Loi Coutumière), en référence à une bataille mythique remportée par les Biscayens contre les Castillans, pour préserver leurs lois spécifiques. Cette victoire eut lieu un jour de Saint-André. La couleur verte est une référence directe à l'arbre de Gernika, symbole des libertés biscayennes, puis basques. La croix blanche est une référence directe au catholicisme, le Jaungoikoa (Dieu). À noter que dans la hiérarchie sabinienne, le peuple symbolisé par le rouge édicte ses propres lois, dans le respect des valeurs catholiques. Néanmoins, Sabino Arana Goiri n'a pas défendu une vision traditionaliste de la nation basque. Sa devise, "atzokoan finkatuz, gaur biharkoa eraikiz" (en se basant sur le passé, impulser aujourd'hui l'avenir) montre qu'il ne s'agit pas de reproduire le passé mais de l'interroger pour construire l'avenir.
Aujourd'hui, les deux piliers d'EAJ-PNB : le Jaungoikoa relate un projet de société démocrate, a-confessionnel, issu de l'humanisme chrétien européen et le Lege Zaharra, la nation basque est fondée sur la capacité des Basques, à maîtriser leur destin, en fonction d'un "esprit basque des lois" et des besoins humains actuels. Cette nation est évidemment ouverte et composée de Basques d'adoption ou d'origine sans hiérarchie entre eux.

## Distinction selon la race et antisémitisme
Sabino Arana se veut porteur d’un cri d’alarme "avant que les intermariages entre purs basques et migrants venus du reste de l’Espagne ait fini de mêler les sangs à tout jamais. Dans ces conditions il aurait été surprenant qu’il n’emploie pas le terme de race qui, à cette époque, ne pâtissait pas de la censure qui lui a été appliqué en Europe après la tragédie du nazisme. "
Il écrivait ainsi en 1894 : " Votre race singulière par ses belles qualités, mais plus singulière encore pour n’avoir aucun point de contact ou de fraternité ni avec la race espagnole, ni avec la française qui sont ses voisines, ni avec aucune autre race dans le monde, était ce qui constituait votre patrie Biscayenne ; et vous, sans la moindre dignité et sans respect pour vos pères, vous avez mêlé votre sang avec le sang espagnol ou maketo, vous êtes devenus frères et vous vous êtes fondus dans la race la plus vile et méprisable d’Europe et vous faites en sorte que cette race avilie remplace la vôtre sur le territoire de votre Patrie."
"Le point important ici est la désignation de la population espagnole non-basque comme la « race la plus vile et la plus méprisable d’Europe ». C’est ici que la question basque et la question juive se retrouvent dans l’imagination politique d’Arana. Car, dans une longue tradition de l’intransigeance catholique à laquelle il appartient intégralement, la trace de la "vilenie juive" – mais aussi musulmane – demeure ce qui abaisse la population espagnole par rapport à celle des autres pays d’Europe. Tout au long du XVIe siècle et au-delà, les polémistes hostiles à l’Espagne, aussi bien catholiques que protestants, ont inlassablement répété cet argument : l’Espagne de l’Inquisition est barbare parce que son régime est la tyrannie et parce que sa population est composée de sang-mêlés, demi-juifs, demi-maures. Or, la défense de l’identité basque repose sur la conviction que les Bizcainos, pour parler comme Arana et comme les sources anciennes, n’ont jamais laissé juifs ou musulmans convertis se mêler à eux." Pour Sabino Arana, il convient qu’il ne subsiste aucun doute sur le caractère non pas religieux mais bien racial du rejet de l’élément juif ou maure dans la composition du peuple basque.
Les préjugés anti-juifs d’origine ethnique et chrétienne nourrissent le discours raciste de Sabino Arana, et, les figures du discours antisémite prennent, chez lui, la forme de pseudo-condamnations anti-capitalistes  : les juifs, qui s'adonneraient à l’usure, seraient les maitres du capital international et apatrides. "Ainsi lorsque l’idéologue du nationalisme basque Sabino Arana échafaude les fondements de son discours, il voit dans l’espagnol un juif. Quatre cents ans après l’expulsions des juifs d’Espagne, S. Arana croit que le sang juif entache le sang espagnole. On a la une extraordinaire confluence entre l’antisémitisme chrétien et l’antisémitisme anticapitaliste. Ce que dénonce l’idéologue basque est en fait un sentiment de frustration de paysans dépassés par l’industrialisation conduite par des élites espagnoles. Sans doute s’agit-il là d’un exemple marginal mais c’est cette anomalie qui ici nous intéresse. Elle montre la diffusion, même lorsque le juif est absent, de l’antisémitisme."

## Sur les pas d'Augustin Chaho
Le nationalisme basque émerge en 1895, à une époque où la crispation nationaliste des anciennes grandes puissances d'Europe est bien entamée : la France et le Royaume-Uni continuent à étendre leur empire colonial, l'Italie et l'Allemagne viennent de terminer leur unification respective, l'Autriche-Hongrie, la Russie et l'Empire ottoman vivent encore les dernières années de leur domination sur l'Europe de l'Est. Et l'Espagne libérale tente vainement d'imposer son modèle centraliste aux peuples périphériques de la péninsule Ibérique.
Si on peut reconnaître à Sabino Arana Goiri le titre d'inspirateur du nationalisme basque, il faut reconnaitre que l'abertzalisme n'est pas né de rien. Le terme d'abertzale est un néologisme forgé par Sabino Arana Goiri lui-même pour désigner son mouvement. Parmi les Basques qui ont participé à l'éveil du nationalisme ou abertzalisme basque se trouve un Souletin : Augustin Chaho.
À la différence des frères Arana Goiri, Chaho est un homme de gauche, républicain, partisan de la laïcité, qui adhéra aux idées socialistes dès leur apparition et fut le premier à parler de la construction du Pays basque dans le cadre de l'Europe, à la même époque que l'idée des « États-Unis d'Europe » chère à Victor Hugo.
En dépit de la fougue d'Augustin Chaho, et de sa modernité sur bien des points, son combat reste isolé et s'éteint avec lui. Personne ne poursuit son œuvre. Ce sont bien les frères Arana Goiri et notamment Sabino, qui passe une partie de son enfance entre St Jean de Luz et Bayonne, qui lancent le mouvement de libération nationale et sociale basque, à la fin du XIXe siècle.

### Poésies
- Itxarkundia (Goiz-abestija), 1896;
- Abertzale baten negarra, 1904;
- Boga boga, 1902;
- Olerkijak, 1919, Ed. Vasca

### Théâtre
- Libe, 1935, Verdes Atxirika